# Meroles squamulosus
Espèce
Synonymes
- Ichnotropis squamulosa Peters, 1854
- Meroles squamulosa (Peters, 1854)

Meroles squamulosus est une espèce de sauriens de la famille des Lacertidae.

## Répartition
Cette espèce se rencontre en Afrique du Sud, en Namibie, au Botswana, au Zimbabwe, en Angola, en Zambie, au Malawi et au Tanzanie.

## Publication originale
- Peters, 1854 : Diagnosen neuer Batrachier, welche zusammen mit der früher (24. Juli und 17. August) gegebenen Übersicht der Schlangen und Eidechsen mitgetheilt werden. Bericht über die zur Bekanntmachung geeigneten Verhandlungen der Königlich preussischen Akademie der Wissenschaften zu Berlin, vol. 1854, p. 614-628 (texte intégral).